# Elaphoidella marjoryae
Elaphoidella marjoryae is een eenoogkreeftjessoort uit de familie van de Canthocamptidae. De wetenschappelijke naam van de soort is voor het eerst geldig gepubliceerd in 2000 door Bruno & Reid in Bruno, Reid & Perry.